# Liriopsidae
Liriopsidae är en familj av kräftdjur. Liriopsidae ingår i ordningen gråsuggor och tånglöss, klassen storkräftor, fylumet leddjur och riket djur.
Familjen innehåller bara släktet Liriopsis.